# Лорелдейл (Пенсільванія)
Лорелдейл (англ. Laureldale) — місто (англ. borough) в США, в окрузі Беркс штату Пенсільванія. Населення — 4277 осіб (2020).

## Географія
Лорелдейл розташований за координатами 40°23′23″ пн. ш. 75°54′48″ зх. д. / 40.38972° пн. ш. 75.91333° зх. д. (40.389695, -75.913330).  За даними Бюро перепису населення США в 2010 році місто мало площу 2,06 км², уся площа — суходіл.

## Демографія
Згідно з переписом 2010 року, у селищі мешкало 3911 осіб у 1607 домогосподарствах у складі 1102 родин. Густота населення становила 1899 осіб/км².  Було 1675 помешкань (813/км²).
Расовий склад населення:
| - 86,8 % — білих - 2,5 % — чорних або афроамериканців - 0,9 % — азіатів - 0,4 % — корінних американців - 6,8 % — осіб інших рас |

До двох чи більше рас належало 2,7 %. Частка іспаномовних становила 16,1 % від усіх жителів.
За віковим діапазоном населення розподілялося таким чином: 21,0 % — особи молодші 18 років, 60,0 % — особи у віці 18—64 років, 19,0 % — особи у віці 65 років та старші. Медіана віку мешканця становила 42,1 року. На 100 осіб жіночої статі у селищі припадало 92,4 чоловіків;  на 100 жінок у віці від 18 років та старших — 88,3 чоловіків також старших 18 років.
Середній дохід на одне домашнє господарство  становив 57 346 доларів США (медіана — 54 214), а середній дохід на одну сім'ю — 60 396 доларів (медіана — 62 000). Медіана доходів становила 47 909 доларів для чоловіків та 38 807 доларів для жінок. За межею бідності перебувало 14,7 % осіб, у тому числі 22,6 % дітей у віці до 18 років та 7,4 % осіб у віці 65 років та старших.
Цивільне працевлаштоване населення становило 1827 осіб. Основні галузі зайнятості: освіта, охорона здоров'я та соціальна допомога — 23,9 %, виробництво — 16,9 %, роздрібна торгівля — 13,0 %, мистецтво, розваги та відпочинок — 10,0 %.